# سيدني ديكنسون
سيدني ديكنسون (بالإنجليزية: Sydney Dickinson)‏ (17 أغسطس 1906 في المملكة المتحدة - 2 فبراير 1984 في المملكة المتحدة) هو لاعب كرة قدم بريطاني (وحمل سابقاً جنسية المملكة المتحدة لبريطانيا العظمى وأيرلندا) في مركز الوسط. لعب مع بورت فايل ونوتينغهام فورست وغرانتهام تاون ‏ ولينكولن سيتي أف سي ونادي مانسفيلد تاون ونادي برادفورد بارك أفنيو.